# Магомадов, Адлан Усамович
Адла́н Магома́дов (1960 год — ?) — советский чеченский штангист и тренер, мастер спорта СССР, Заслуженный тренер СССР.

## Биография
Родился в 1960 году. В 1980-х годах окончил Мурманское военно-морское училище. После окончания училища работал в Мурманске тренером. Капитан-лейтенант Северного флота.
В конце 1980-х годов переехал в Грозный, где создал тяжелоатлетический клуб ЦСКА.
После начала первой чеченской войны, 19 января 1995 года поехал за отцом, который в это время находился в Грозном, и пропал без вести. Его отец был найден расстрелянным.

## Известные воспитанники
- Ибрагим Самадов (1968) — советский, российский и казахстанский тяжелоатлет, чемпион СССР, Европы и мира в среднем весе, Заслуженный мастер спорта СССР.